# Florentyna Flak
Florentyna Flak (ur. 3 lipca 1952) – polska lekkoatletka, która specjalizowała się w rzucie oszczepem.

## Kariera
Reprezentantka Polski w meczach międzypaństwowych.
Medalistka mistrzostw Polski seniorów ma w dorobku jeden srebrny medal (Warszawa 1974).
Rekord życiowy: 58,64 (29 lipca 1973, Zabrze).